# Leopold-Theodor Heldman
Leopold-Theodor Heldman (* 10. Februar 1947 in Detmold) ist ein ehemaliger deutscher Diplomat und Reiseschriftsteller.

## Leben
Heldman, Sohn von Sieglinde zur Lippe (1915–2008) und Friedrich Carl Heldman (1904–1977), leistete nach dem Abitur auf dem Gymnasium Leopoldinum von 1967 bis 1969 seinen Wehrdienst bei der Bundeswehr und studierte im Anschluss von 1969 bis 1974 Rechtswissenschaften. Nachdem er danach den juristischen Vorbereitungsdienst absolviert hatte, studierte er anschließend von 1977 bis 1980 Verwaltungswissenschaften an der Deutschen Hochschule für Verwaltungswissenschaften (DHV) Speyer.
1980 trat er in den Auswärtigen Dienst ein und war nach Abschluss der Laufbahnprüfung für den höheren Dienst zunächst von 1982 bis 1985 im Auswärtiges Amt in Bonn tätig. Zu Beginn dieser Tätigkeit legte er 1982 seine Promotion zum Dr. jur. an der DHV Speyer mit einer Dissertation zum Thema Interessenkonflikte bei Personaleinsatzentscheidungen im Beamtenrecht und Arbeitsrecht ab.
Nach Verwendung am Deutschen Generalkonsulat São Paulo zwischen 1985 und 1988 war er von 1988 bis 1991 Handels- und Presseattaché an der Botschaft Sofia und danach bis 1995 Kulturattaché an der Botschaft Pretoria. Nachdem er von 1995 bis 1995 wieder Referent in der Zentrale des Auswärtigen Amtes war, folgte zwischen 1999 und 2003 eine Verwendung als Ständiger Vertreter des Botschafters in Belgien.
Von 2003 bis 2005 war Heldman Leiter der Wirtschaftsabteilung an der Botschaft in Polen sowie anschließend bis 2008 Leiter eines Referats in der Rechtsabteilung des Auswärtigen Amtes in Berlin, ehe er zwischen Juli 2008 und Sommer 2010 Botschafter der Bundesrepublik Deutschland im Tschad war.
Vom Sommer 2010 bis Mitte 2013 war Heldman Generalkonsul in Mumbai; seitdem lebt er im Ruhestand in Detmold.
Heldman ist seit 1982 mit Yolaine Macé de Gastines (* 1958) verheiratet. Das Ehepaar hat fünf Kinder.

## Veröffentlichungen
- 44 mal Indien: Mosaiksteine einer Weltkultur,  Modautal, 2015, ISBN 978-3928564779.
- Brasilien: hautnah erleben, Pliening, 2018, ISBN 978-3962000233.